# 箕輪町郷土博物館
箕輪町郷土博物館（みのわまちきょうどはくぶつかん）は長野県上伊那郡箕輪町にある博物館。1974年11月25日開館、2024年9月28日にリニューアルオープンした。

## 概要
箕輪町の歴史や文化資料を保存し、自然、考古・歴史、民俗、美術の4つの分野に分け展示する。1階に「民俗展示室」と誰でも学習などに使える「図書・講座室」、2階に「歴史展示室」と「美術展示室」、収蔵室を設ける。常設展示室がなくなる自然資料は、館内に分散して展示する。
考古・歴史資料では、丸山遺跡から出土した顔面把手付土器、箕輪遺跡から出土した馬形をはじめとした土器や石器など、美術資料では日本画家の白鳥白駒、山本龍洞や彫刻家・歌人の藤沢古實、版画家の山口進など、町ゆかりの作家作品を収蔵する。
敷地内には飯田線の辰野駅 - 飯田駅間を走ったED19型電気機関車が配置されている。

## 利用情報
- 午前9時から午後5時
- 休館日 毎週月曜日(祝日の場合は翌日)、年末年始
- リニューアル後は入館料が無料となる[3]

## アクセス
- 中央自動車道伊北ICから車5分
- JR飯田線伊那松島駅下車徒歩10分